# Norma Mexicana

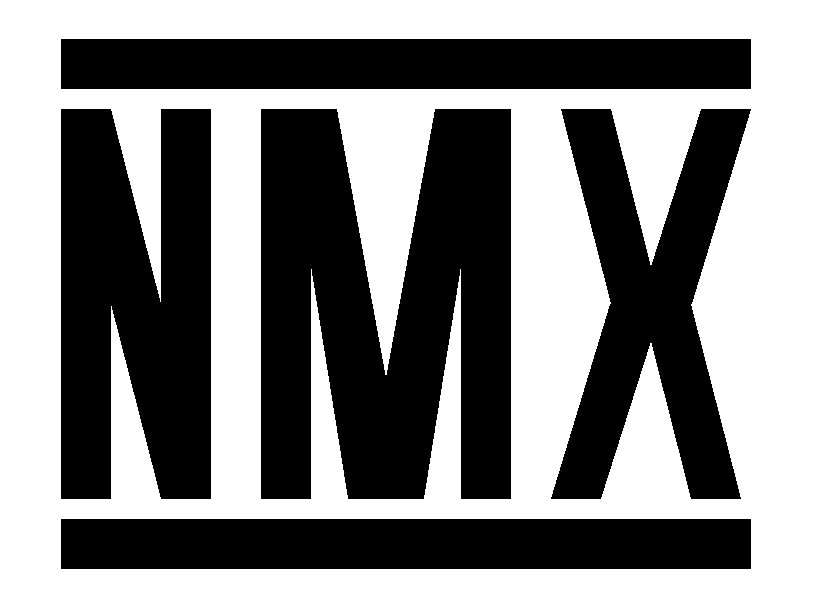
Contraseña Oficial NMX

Las Normas Mexicanas, comúnmente denominadas NMX, no deben ser confundidas con la Normatividad Mexicana o las  Normas Oficiales Mexicanas (NOM). Según la Ley Federal sobre Metrología y Normalización de México (LFMN), las Normas Mexicanas son las regulaciones de aplicación voluntaria que elabora un Organismo Nacional de Normalización, o la Secretaría de Economía en ausencia de los mismos. 
Las Normas Mexicanas se prevén para uso común y repetido reglas, especificaciones, atributos métodos de prueba, directrices, características o prescripciones aplicables a un producto, proceso, instalación, sistema, actividad, servicio o método de producción u operación, así como aquellas relativas a terminología, simbología, embalaje marcado o etiquetado y sus especificaciones no deben ser inferiores a las contenidas en una Norma Oficial Mexicana.
Los productos y servicios que cumplan con las Normas Mexicanas pueden hacer uso de la "Contraseña Oficial" o sello NMX, el cual se encuentra regulado mediante la Norma Oficial Mexicana NOM-106-SCFI-2017.

## Organismos Nacionales de Normalización
En México las Normas Mexicanas pueden ser expedidas por entidades privadas conocidas como Organismos Nacionales de Normalización (ONN); lo anterior en términos de lo indicado en la Ley Federal sobre Metrología y Normalización. Actualmente los Organismos Nacionales de Normalización que pueden expedir Normas Mexicanas son:
| Nombre del ONN                                                                              | Siglas    |
| ------------------------------------------------------------------------------------------- | --------- |
| Sociedad Mexicana de Normalización y Certificación S.C.                                     | NORMEX    |
| Instituto Mexicano de Normalización y Certificación, A.C.                                   | IMNC      |
| Asociación de Normalización y Certificación, A.C.                                           | ANCE      |
| Instituto Nacional de Normalización Textil, A.C.                                            | INNTEX    |
| Organismo Nacional de Normalización y Certificación de la Construcción y Edificación, S. C. | ONNCCE    |
| Normalización y Certificación Electrónica, S.C.                                             | NYCE      |
| Consejo para el Fomento de la Calidad de la Leche y sus Derivados, A.C.                     | COFOCALEC |
| Centro de Normalización y Certificación de Productos, A.C.                                  | CNCP      |
| Cámara Nacional de la Industria del Hierro y del Acero                                      | CANACERO  |

## Comités Técnicos Nacionales de Normalización
De acuerdo con lo establecido en la Ley Federal sobre Metrología y Normalización de México, las Normas Mexicanas pueden ser expedidas por los Comités Técnicos de Normalización Nacional (CTNN) que al efecto cree la Secretaría de Economía; En este sentido hasta 2017 existían los siguientes comités:
- CTNN 01 - Alimentos Balanceados para Animales.
- CTNN 02 - Aluminio y sus Aleaciones.
- CTNN 03 - Café y sus productos.
- CTNN 04 - Cerraduras, Candados y Herrajes.
- CTNN 05 - Curtiduría.
- CTNN 06 - Documentación.
- CTNN 07 - Industria Automotriz.
- CTNN 08 - Industria Azucarera y Alcoholera.
- CTNN 09 - Industria Celulosa y Papel.
- CTNN 10 - Industria de Aceites y Grasas Comestibles y Similares.
- CTNN 11 - Medios de Comunicación.
- CTNN 12 - Industria de Perfumería y Cosmética.
- CTNN 13 - Industria Hulera.
- CTNN 14 - Industria Química.
- CTNN 15 - Industrias diversas.
- CTNN 16 - Insumos para la Salud.
- CTNN 17 - Maquinaria, Accesorios y Equipo Agrícola.
- CTNN 18 - Materiales, Equipos e Instalaciones para el Manejo y uso de Gas Natural y L.P.
- CTNN 19 - Medio Ambiente y Recursos Naturales.
- CTNN 20 - Parques Industriales.
- CTNN 21 - Perforación de Pozos Petroleros.
- CTNN 22 - Pinturas, Barnices, Recubrimientos y Tintas para Impresión.
- CTNN 23 - Productos Agrícolas y Pecuarios.
- CTNN 24 - Productos de Cobre y sus Aleaciones.
- CTNN 25 - Productos de la Pesca.
- CTNN 26 - Productos de Protección y Seguridad Humana.
- CTNN 27 - Servicios Aduanales y de Comercio Exterior.
- CTNN 28 - Sistemas y Equipos de Riego.
- CTNN 29 - Certificación de Capacidades en el Personal de Entidades Financieras.
- CTNN 30 - Industria Naval.
- CTNN 31 - Reconstrucción de Autopartes.
- CTNN 32 - Vehículos Automotores.
- CTNN 33 - Biotecnología

## Ramas industriales
Las Normas Mexicanas al emitirse, tienen en su clave de identificación una letra que corresponde con su rama o sector industrial, actualmente, las ramas industriales para las normas mexicanas son:
| Número | Nombre de la Rama                                                  | Siglas |
| ------ | ------------------------------------------------------------------ | ------ |
| 1      | Industria Textil                                                   | A      |
| 2      | Protección Ambiental                                               | AA     |
| 3      | Ingeniería de aeronaves y vehículos espaciales                     | AE     |
| 4      | Artes Gráficas                                                     | AG     |
| 5      | Productos Siderúrgicos                                             | B      |
| 6      | Productos y Equipo para Uso Médico, Hospitales y Laboratorios      | BB     |
| 7      | Ciencias naturales y aplicadas                                     | CA     |
| 8      | Materiales de Construcción                                         | C      |
| 9      | Sistemas de Calidad                                                | CC     |
| 10     | Aparatos de Control, Medición y Estadística                        | CH     |
| 11     | Comercio electrónico                                               | COE    |
| 12     | Vehículos (autopartes)                                             | D      |
| 13     | Heliografía y Fotocopiado                                          | DD     |
| 14     | Dibujo Técnico                                                     | DT     |
| 15     | Plásticos y sus Productos                                          | E      |
| 16     | Evaluación de la Conformidad                                       | EC     |
| 17     | Productos para Envase y Embalaje                                   | EE     |
| 18     | Intercambio Electrónico de Datos                                   | EDI    |
| 19     | Energía Solar                                                      | ES     |
| 20     | Productos Alimenticios                                             | F      |
| 21     | Productos Alimenticios no Industrializados para Uso Humano         | FF     |
| 22     | Productos Farmacéuticos                                            | G      |
| 23     | Grúas y Dispositivos de Elevación                                  | GR     |
| 24     | Gestión de la Tecnología                                           | GT     |
| 25     | Productos Metal-Mecánicos, Soldadura y Recubrimientos Metálicos    | H      |
| 26     | Industria Electrónica                                              | I      |
| 27     | Industria Eléctrica                                                | J      |
| 28     | Productos Químicos                                                 | K      |
| 29     | Productos de la refinación, destilación y exploración del petróleo | L      |
| 30     | Productos Químicos para Uso Final                                  | M      |
| 31     | Equipos y Materiales para Oficinas y Escuelas                      | N      |
| 32     | Equipo de Uso General en la Industria y Agricultura                | O      |
| 33     | Industria del Vidrio                                               | P      |
| 34     | Artículos Utilizados para Óptica                                   | PA     |
| 35     | Productos y Equipo para Uso Doméstico                              | Q      |
| 36     | Industrias Diversas                                                | R      |
| 37     | Seguridad                                                          | S      |
| 38     | Sistemas de Administración Ambiental                               | SAA    |
| 39     | Higiene Industrial                                                 | SS     |
| 40     | Sistemas de Administración de Seguridad y Salud en el Trabajo      | SAST   |
| 41     | Productos de Hule                                                  | T      |
| 42     | Turismo                                                            | TT     |
| 43     | Pinturas, Barnices y Lacas                                         | U      |
| 44     | Bebidas Alcohólicas                                                | V      |
| 45     | Productos de Metales No Ferrosos                                   | W      |
| 46     | Juguetes                                                           | WW     |
| 47     | Equipo Para Manejo y Uso de Gas L.P. y Natural                     | X      |
| 48     | Industria Agropecuaria                                             | Y      |
| 49     | Productos Agropecuarios                                            | YY     |
| 50     | Normas Básicas y Símbolos                                          | Z      |

## Catálogo de Normas Mexicanas
El listado de las Normas Mexicanas puede ser consultado en la página del Sistema Integral de Normalización y Evaluación de la Conformidad SINEC). de la Secretaría de Economía